# Stadion van Ismaïlia
Het Stadion van Ismaïlia (Arabisch: ملعب الاسماعيلية) is een multifunctioneel stadion in de Egyptische stad Ismaïlia. Het stadion wordt vooral gebruikt voor voetbalwedstrijden. De voetbalclub Ismaily SC speelt in dit stadion zijn thuiswedstrijden. In het stadion is plaats voor 18.000 toeschouwers. 

## Toernooien
- In 1997 waren er in dit stadion wedstrijden voor het Wereldkampioenschap voetbal onder 17 jaar. Dat toernooi werd van 4 tot en met 21 september 1997 in Egypte gehouden. In dit stadion waren 6 groepswedstrijden, een kwartfinale en de halve finale tussen Duitsland en Brazilië (0–4).
- In 2006 werd van dit stadion gebruik gemaakt voor een voetbalwedstrijd op het Afrikaans kampioenschap voetbal dat van 20 januari tot en met 10 februari 2006 in Egypte werd gespeeld. In dit stadion werd de groepswedstrijd tussen Ghana en Zimbabwe gespeeld (1–2).[2]
- In 2009 werd wederom op een jeugdtoernooi gebruik gemaakt van dit stadion, dit keer voor het Wereldkampioenschap voetbal onder 20 jaar. Dit keer waren er 6 groepswedstrijden en de achtste finale tussen Ghana en Zuid-Afrika (2–1).